# (514043) 2014 ME35
(514043) 2014 ME35 es un asteroide perteneciente al cinturón de asteroides, región del sistema solar que se encuentra entre las órbitas de Marte y Júpiter.
Fue descubierto el 18 de junio de 2014 por el equipo del telescopio Pan-STARRS desde el observatorio de Haleakala.

## Designación y nombre
Designado provisionalmente como 2014 ME35.

## Características orbitales
2014 ME35 está situado a una distancia media del Sol de 3,055 ua, pudiendo alejarse hasta 3,098 ua y acercarse hasta 3,012 ua. Su excentricidad es 0,014 y la inclinación orbital 9,925 grados. Emplea 1950,28 días en completar una órbita alrededor del Sol.
Los próximos acercamientos a la órbita de Júpiter ocurrirán el 17 de marzo de 2059 y el 28 de diciembre de 2165.

## Características físicas
La magnitud absoluta de 2014 ME35 es 15,97.